# Лаокоон

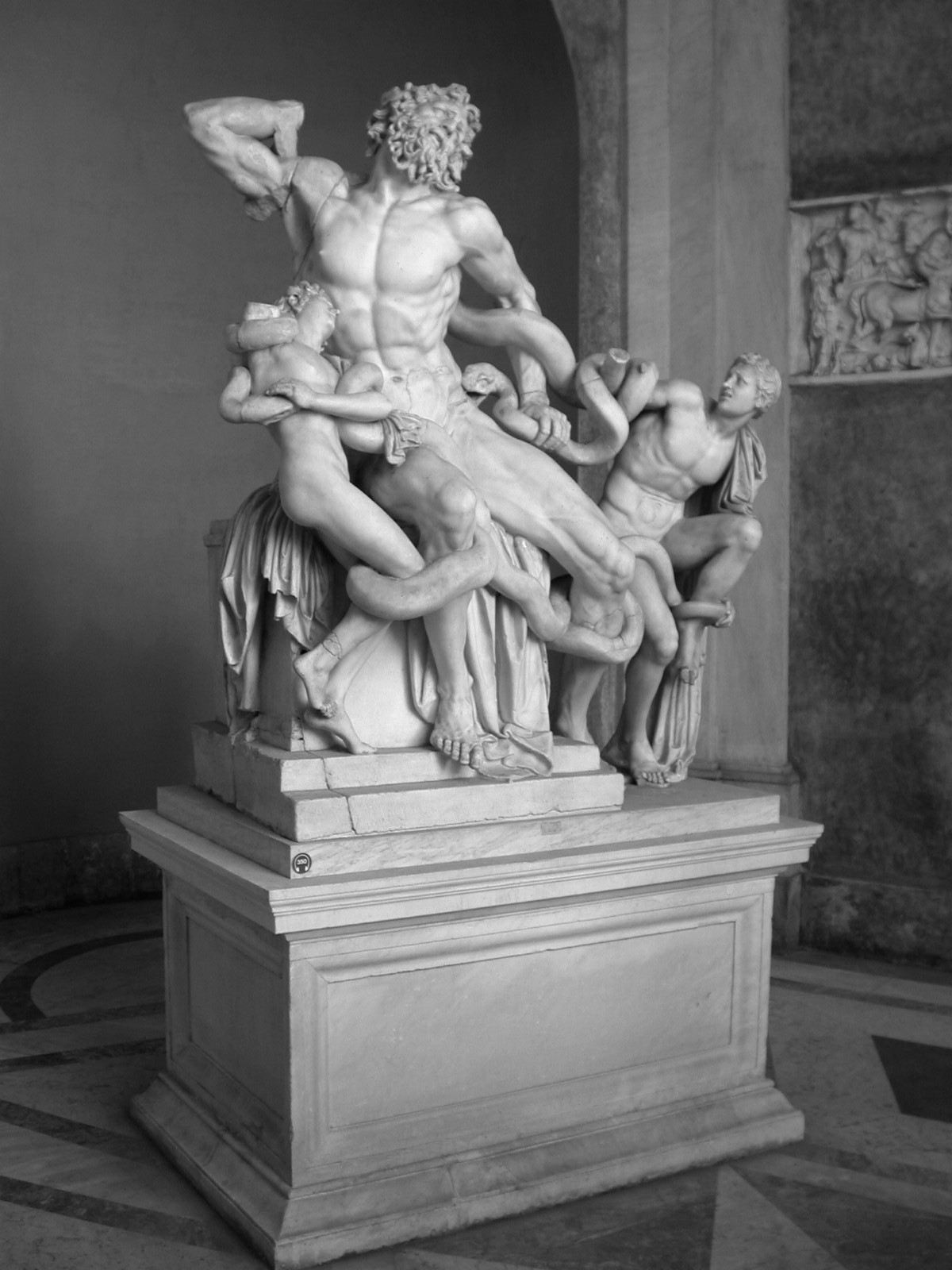
Лаокоон, Ватиканський музей

Лаокоо́н (грец. Λαοκόων) — троянський жрець Аполлона; застерігав земляків, щоб не вводили до Трої дерев'яного коня, спорудженого греками. За Вергілієм, Лаокоону належить вислів «Timeo Danaos et dona ferentes» — «боюся данайців навіть тоді, коли вони приносять дари». Боги вирішили знищити Трою, тому послали двох величезних зміїв, які задушили Лаокоона та його двох синів, коли вони складали жертву на березі моря. Троянці сприйняли це як помсту богів за недовіру і ввели коня до міста.
Загибель Лаокоона та його синів відтворює славнозвісна скульптура Агесандра, Полідора й Атенодора, копія якої є у Ватиканському музеї. Г. Лессінг у знаменитому трактаті «Лаокоон» на основі аналізу цієї скульптури захищав реалізм у мистецтві й літературі. І. Франко порівнював з Лаокооном пригноблений народ, («Не люди наші вороги»).